# Aleksandretta wielkodzioba
Aleksandretta wielkodzioba, papuga wielkodzioba (Psittacula megalorynchos) – gatunek dużego ptaka z rodziny papug wschodnich (Psittaculidae). Zamieszkuje wyspy Indonezji oraz kilka wysp południowych Filipin, gdzie prawdopodobnie została introdukowana.

## Taksonomia
Aleksandretta wielkodzioba po raz pierwszy zgodnie z zasadami nazewnictwa binominalnego została opisana w 1783 r. przez holenderskiego przyrodnika Pietera Boddaerta, który nadał jej nazwę Psittacus megalorhynchos. Od 2022 r. jest zaliczana do rodzaju Psittacula, choć wielu autorów wciąż umieszcza ją w Tanygnathus. Gatunek ten najbliżej jest spokrewniony z aleksandrettą modroczapkową (Psittacula lucionensis). Obecnie wyróżnia się 5 podgatunków. W związku z wykazywaniem dużej zmienności w ubarwieniu w przeszłości wyróżniane były także podgatunki viridipennis, djampeae, floris, obiensis, batchianensis, fuliginosus oraz insularum. Obecnie są one włączone do podgatunku nominatywnego.

## Podgatunki i zasięg występowania
Międzynarodowy Komitet Ornitologiczny (IOC) wyróżnia następujące podgatunki P. megalorynchos:
- P. megalorynchos megalorynchos (Boddaert, 1783) – Celebes i sąsiednie wyspy po Moluki i wyspy Papui Zachodniej;
- P. megalorynchos affinis (Wallace, 1863) – południowe Moluki;
- P. megalorynchos sumbensis (A.B. Meyer, 1881) – Sumba;
- P. megalorynchos hellmayri (Mayr, 1944) – Roti, Semau i południowo-zachodni Timor;
- P. megalorynchos subaffinis (P.L. Sclater, 1883) – Wyspy Babar i Tanimbar.

Podgatunek nominatywny został introdukowany w południowej części Mindanao i na pobliskich wyspach Balut i Sarangani.

## Morfologia
Aleksandretty wielkodziobe osiągają długość około 41 cm oraz ważą 260 g. Cechą charakterystyczną jest duży, czerwony dziób od którego wzięła się nazwa gatunkowa w wielu językach (w tym polskim). W ubarwieniu dominuje kolor zielony. Dymorfizm płciowy jest słabo widoczny. Samica jest trochę mniejsza od samca. Kuper jest jasnoniebieski, a dolne części ciała żółtawe. Barkówki i pokrywy skrzydłowe mogą być ubarwione w różny sposób. Najczęściej środek piór jest ciemny z jaśniejszymi (żółtymi lub zielonymi) krawędziami. Ogon od górnej części jest zielony z żółtym zakończeniem, a od spodu cały żółty. Lotki niebieskozielone. Tęczówki są białe lub żółtawe, a nogi szarozielonkawe lub czarne. Młode osobniki mają małe i średnie pokrywy skrzydłowe zielone zamiast czarnych.
Podgatunek P. m. affinis różni się niebieskawym nalotem na głowie. Barkówki są zielone, a małe i średnie pokrywy skrzydłowe niebieskie.
P. m. sumbensis ma ciemnoniebieski kuper, a głowa jest ciemnozielona.
P. m. hellmayri przypomina P. m. affinis. Różni się brakiem barwy niebieskiej na pokrywach skrzydłowych. Zgięcie skrzydła jest zielone.
P. m. subaffinis również przypomina P. m. affinis. Ich kuper jest jasnoniebieskawy. Niebieski na pokrywach skrzydłowych jest w śladowych ilościach.

## Ekologia i zachowanie
Występuje na przybrzeżnych nizinach i przyległych pogórzach – w lasach pierwotnych i wysokich lasach wtórnych, na obrzeżach lasów i namorzynach; odwiedza także plantacje palm kokosowych. Spotykana do wysokości 1000 m n.p.m.
Ich dietę stanowią owoce, kwiaty, orzechy.
Sezon lęgowy trwa od sierpnia do grudnia. W zniesieniu dwa eliptyczne jaja o wymiarach 39,0×28,5 mm.

## Status
Międzynarodowa Unia Ochrony Przyrody (IUCN) uznaje aleksandrettę wielkodziobą za gatunek najmniejszej troski (LC – Least Concern) nieprzerwanie od 1988 r. Liczebność populacji nie jest znana, jej trend uznaje się za malejący. Zagrożenie może stanowić utrata środowiska i handel ptakami. We wrześniu 1991 r. zakazano handlowania tym gatunkiem. Został on wymieniony w Załączniku II konwencji CITES.